# Jean-Paul Dethorey
Pour les articles homonymes, voir Dethorey.
Jean-Paul Dethorey est un dessinateur et scénariste français de bande dessinée né le 2 mars 1935 à Toul et mort le 15 mai 1999. Il est surtout connu pour la série Louis la Guigne mais a publié plusieurs autres œuvres, en particulier l'Oiseau noir.

## Œuvres publiées
- Charlotte et Philippe avec Henriette Robitaillie (scénario) dans Lisette magazine, Editions de Montsouris, 1971, dans les numéros 69 et 70
- Louis la Guigne avec Frank Giroud (scénario), Glénat, 1982 - 1997 (treize albums)
- Les enquêtes de l'inspecteur X, avec Alain-Germain Laubry (scénario), Scatocce, 1984, reprise de planches parues dans la revue Amis-Coop
- Le Voyage du bateleur, avec Jean-Pierre Autherman (scénario), Glénat collection « Vécu »

1. La Dame de Dorfgrau, 1987

- La Révolution enfin !, avec Daniel Bardet (scénario), Glénat collection « Vécu », 1989
- Cœur brûlé, avec Patrick Cothias (scénario), Glénat collection « Vécu »

1. Le chemon qui marche, 1991
2. La petite guerre, 1992

- L'Oiseau noir, avec Serge Le Tendre (scénario), Dupuis collection « Aire libre », 1992
- L'Exécution, Dupuis collection « Aire libre », 1996
- Le Passage de Vénus, avec Jean-Pierre Autherman (scénario) et Bergfelder (scénario), Dupuis collection « Aire libre »

1. Tome 1, 1999[1]
2. Tome 2, avec François Bourgeon (dessin), 2000[2]